# Chris Clark (hockey sur glace)
Pour les articles homonymes, voir Clark et Chris Clark.
Chris Clark (né le 8 mars 1976 à South Windsor au Connecticut) est un joueur professionnel de hockey sur glace devenu entraîneur. Il évolue au poste d'ailier droit.

## Biographie
Clark fut repêché en 3e ronde, 77e au total, au repêchage d'entrée dans la LNH 1994 par les Flames de Calgary. Il passa 5 saisons avec les Flames; à sa dernière, il disputa tous les matches de l'équipe et aida Calgary à se rendre contre toute attente en finale de la Coupe Stanley, qu'ils perdirent face au Lightning de Tampa Bay.
Il disputa 3 matches avec le SC Bern de la LNA suisse. Les Capitals lui offrirent un contrat au début de la saison 2005-2006. En janvier, il rejoint la première ligne des Caps, en compagnie d'Aleksandr Ovetchkine et de Dainius Zubrus. Son jeu solide lui valut une extension de contrat de deux ans.
Le 28 décembre 2009, il passe au Blue Jackets de Columbus en compagnie de Milan Jurcina en retour de Jason Chimera.

## Statistiques en carrière
| Saison     | Équipe                     | Ligue      |     | Saison régulière | Saison régulière | Saison régulière | Saison régulière | Saison régulière |   | Séries éliminatoires | Séries éliminatoires | Séries éliminatoires | Séries éliminatoires | Séries éliminatoires |
| Saison     | Équipe                     | Ligue      | PJ  | B                | A                | Pts              | Pun              | PJ               | B | A                    | Pts                  | Pun                  |                      |                      |
| 1994-1995  | Golden Knights de Clarkson | NCAA       | 32  | 12               | 11               | 23               | 92               | -                | - | -                    | -                    | -                    |                      |                      |
| 1995-1996  | Golden Knights de Clarkson | NCAA       | 38  | 10               | 8                | 18               | 106              | -                | - | -                    | -                    | -                    |                      |                      |
| 1996-1997  | Golden Knights de Clarkson | NCAA       | 37  | 23               | 25               | 48               | 86               | -                | - | -                    | -                    | -                    |                      |                      |
| 1997-1998  | Golden Knights de Clarkson | NCAA       | 35  | 18               | 21               | 39               | 106              | -                | - | -                    | -                    | -                    |                      |                      |
| 1998-1999  | Flames de Saint-Jean       | LAH        | 73  | 13               | 27               | 40               | 123              | 7                | 2 | 4                    | 6                    | 15                   |                      |                      |
| 1999-2000  | Flames de Saint-Jean       | LAH        | 48  | 16               | 17               | 33               | 134              | -                | - | -                    | -                    | -                    |                      |                      |
| 1999-2000  | Flames de Calgary          | LNH        | 22  | 0                | 1                | 1                | 14               | -                | - | -                    | -                    | -                    |                      |                      |
| 2000-2001  | Flames de Saint-Jean       | LAH        | 48  | 18               | 17               | 35               | 131              | 18               | 4 | 10                   | 14                   | 49                   |                      |                      |
| 2000-2001  | Flames de Calgary          | LNH        | 29  | 5                | 1                | 6                | 38               | -                | - | -                    | -                    | -                    |                      |                      |
| 2001-2002  | Flames de Calgary          | LNH        | 64  | 10               | 7                | 17               | 79               | -                | - | -                    | -                    | -                    |                      |                      |
| 2002-2003  | Flames de Calgary          | LNH        | 81  | 10               | 12               | 22               | 126              | -                | - | -                    | -                    | -                    |                      |                      |
| 2003-2004  | Flames de Calgary          | LNH        | 82  | 10               | 15               | 25               | 106              | 26               | 3 | 3                    | 6                    | 30                   |                      |                      |
| 2004-2005  | CP Berne                   | LNA        | 3   | 0                | 0                | 0                | 6                | -                | - | -                    | -                    | -                    |                      |                      |
| 2004-2005  | Storhamar Dragons          | GET Ligaen | 15  | 10               | 4                | 14               | 86               | 7                | 4 | 4                    | 8                    | 14                   |                      |                      |
| 2005-2006  | Capitals de Washington     | LNH        | 78  | 20               | 19               | 39               | 110              | -                | - | -                    | -                    | -                    |                      |                      |
| 2006-2007  | Capitals de Washington     | LNH        | 74  | 30               | 24               | 54               | 66               | -                | - | -                    | -                    | -                    |                      |                      |
| 2007-2008  | Capitals de Washington     | LNH        | 18  | 5                | 4                | 9                | 43               | -                | - | -                    | -                    | -                    |                      |                      |
| 2008-2009  | Capitals de Washington     | LNH        | 32  | 1                | 5                | 6                | 32               | 8                | 1 | 0                    | 1                    | 8                    |                      |                      |
| 2009-2010  | Capitals de Washington     | LNH        | 38  | 4                | 11               | 15               | 27               | -                | - | -                    | -                    | -                    |                      |                      |
| 2009-2010  | Blue Jackets de Columbus   | LNH        | 36  | 3                | 2                | 5                | 21               | -                | - | -                    | -                    | -                    |                      |                      |
| 2010-2011  | Blue Jackets de Columbus   | LNH        | 53  | 5                | 10               | 15               | 36               | -                | - | -                    | -                    | -                    |                      |                      |
| 2011-2012  | Bruins de Providence       | LNH        | 6   | 0                | 0                | 0                | 4                | -                | - | -                    | -                    | -                    |                      |                      |
| Totaux LNH | Totaux LNH                 | Totaux LNH | 554 | 98               | 101              | 199              | 662              | 34               | 4 | 3                    | 7                    | 38                   |                      |                      |